# Michal Novotný (snowboardista)
Michal Novotný (* 1. července 1981 Praha) je bývalý český snowboardista, který závodil především v snowboardcrossu.

## Závodní kariéra
Se snowboardingem začal v patnácti letech, nejprve jezdil slalom, později se specializoval na snowboardcross, i když příležitostně se objevoval i v jiných disciplínách. Je členem Dukly Liberec.
V roce 2000 vybojoval na Mistrovství světa juniorů stříbrnou medaili a brzy se začal objevovat ve Světovém poháru. V pohárových závodech vybojoval dvakrát první místo – v roce 2006 ve Furanu a v roce 2009 ve Valmalencu, jednou byl druhý. Na vrcholných akcích výraznějšího úspěchu nedosáhl, na mistrovství světa ani na olympijských hrách se do finále neprobojoval.
V lednu 2014 se v závodě Světového poháru v Andoře zranil a nemohl tak absolvoval Zimní olympijské hry v Soči. K závodění se již nevrátil, výjimkou byl jediný start v lednu 2015.

## Výsledky ve snowboardcrossu
Snowboarding na zimních olympijských hrách
- 2006 (Turín): 13. místo
- 2010 (Vancouver): 16. místo

Mistrovství světa
- 2003 (Kreichsberg): 28. místo
- 2005 (Whistler): 28. místo
- 2007 (Arosa): 37. místo
- 2009 (Gangwon): 29. místo
- 2011 (La Molina): 15. místo
- 2013 (Stoneham): 42. místo